# ۱۳۲۳ (خورشیدی)
۱۳۲۳ هزار و سیصد و بیست و سومین سال هجری خورشیدی سالی عادی است.

## رویدادها
- آغاز به ساخت مسجد امام‌سجاد تهران

## زادروزها
- ۱ فروردین - محمد منتظری، نماینده مجلس شورای اسلامی و فرزند حسینعلی منتظری
- ۱۵ فروردین - بیژن پاکزاد، طراح لباس و بنیان‌گذار کمپانی بیژن
- ۱۰ خرداد - ولی‌الله مؤمنی، بازیگر
- ۲۳ خرداد - سپهبد علی صیاد شیرازی، از فرماندهان نیروی زمینی ارتش جمهوری اسلامی ایران
- ۱۴ مهر - علی اکبر ناطق نوری، رئیس اسبق مجلس شورای اسلامی ایران
- ۱ آذر - کمال خرازی، وزیر امور خارجه ایران در دولت سید محمد خاتمی
- ۲۰ بهمن - سید جعفر مرتضی عاملی، مجتهد و عالم روحانی شیعی لبنانی

### هنرمندان
- ۳ فروردین - جمشید هاشم‌پور، بازیگر سینما
- ۷ فروردین - خسرو شکیبایی، بازیگر
- ۴ اردیبهشت - جهانشاه درخشانی، معمار
- ۲۳ تیر - لیلی گلستان، مترجم و نگارخانه‌دار
- ۲۳ مرداد - علی حاتمی، کارگردان و فیلم‌نامه‌نویس ایرانی
- ۴ مهر - هما روستا، بازیگر
- ۱۸ مهر - مهرانگیز کار، وکیل، روزنامه‌نگار، و فعال اجتماعی
- ۴ آبان - سعید راد، بازیگر
- ۱۷ دی - سیما بینا، آهنگساز و خواننده ایرانی آوازها و ترانه‌های محلی
- ۱ بهمن - محمد محمدی اشتهاردی، مفسر قرآن، نویسنده و محقق ایرانی
- ۲ بهمن - اکبر زنجانپور، بازیگر
- ۱۸ بهمن - علی‌رضا جباری، شاعر، نویسنده و روزنامه‌نگار
- ۱۱ اسفند - پروانه معصومی، بازیگر
- ۲۳ اسفند - جواد یساری، خواننده
- ۲۵ اسفند - سیروس گرجستانی، بازیگر
- ۲۶ اسفند - حمیرا، خواننده

تاریخ نامعلوم
- فریبرز صالح، کارگردان و فیلم‌نامه‌نویس ایرانی
- هادی مرزبان، کارگردان تئاتر و بازیگر
- سیمون آیوازیان، پدر گیتار کلاسیک ایران (استاد گیتار کلاسیک و فلامنکو)، استاد دانشگاه تهران، نقاش و عکاس
- شهلا اربابی، نقاش ایرانی
- گیتی نوین، نگارگر، تندیس ساز و گرافیست ایرانی ساکن کانادا و بنیانگذار جنبش و مکتب فرا انگاشت
- حسین نمازی، وزیر دارایی و امور اقتصادی ایران در دولتهای مختلف جمهوری اسلامی ایران
- محمود قندی، وزیر پست و تلگراف و تلفن ایران در کابینه‌های محمد علی رجایی و محمد جواد باهنر
- سید مهدی هاشمی، برادر داماد آیت الله منتظری و مسئول نهضتهای آزادی‌بخش سپاه پاسداران انقلاب اسلامی
- قسمت خانی، خواننده فولکلور تالشی

## درگذشت‌ها
- ۴ مرداد - رضا شاه پهلوی معروف به سردار سپه، اولین پادشاه دودمان پهلوی در ایران (فوت در شهر ژوهانسبورگ آفریقای جنوبی)
- ۲۹ آذر - حسن رشدیه، بنیانگذار آموزش نوین در ایران (زاده ۱۲۳۰)
- ۵ اسفند - حسن اسفندیاری: سیاستمدار ایرانی و رئیس مجلس شورای ملی.